# Ермилов, Александр Владимирович
Александр Владимирович Ермилов — советский хозяйственный, государственный и политический деятель.

## Биография
Родился в 1911 году в Ярославле, беспартийный.
С 1931 года — на хозяйственной, общественной и политической работе. В 1931—1970 гг. — рабочий на строительстве в Ярославле, бригадир участка сборки на шинном заводе, участник Великой Отечественной войны, слесарь-наладчик, бригадир бригады слесарей Ярославского шинного завода.
Избирался депутатом Верховного Совета СССР 5-го созыва.
Умер в Ярославле в 1989 году.